# Puschkinhaus (Sankt Petersburg)

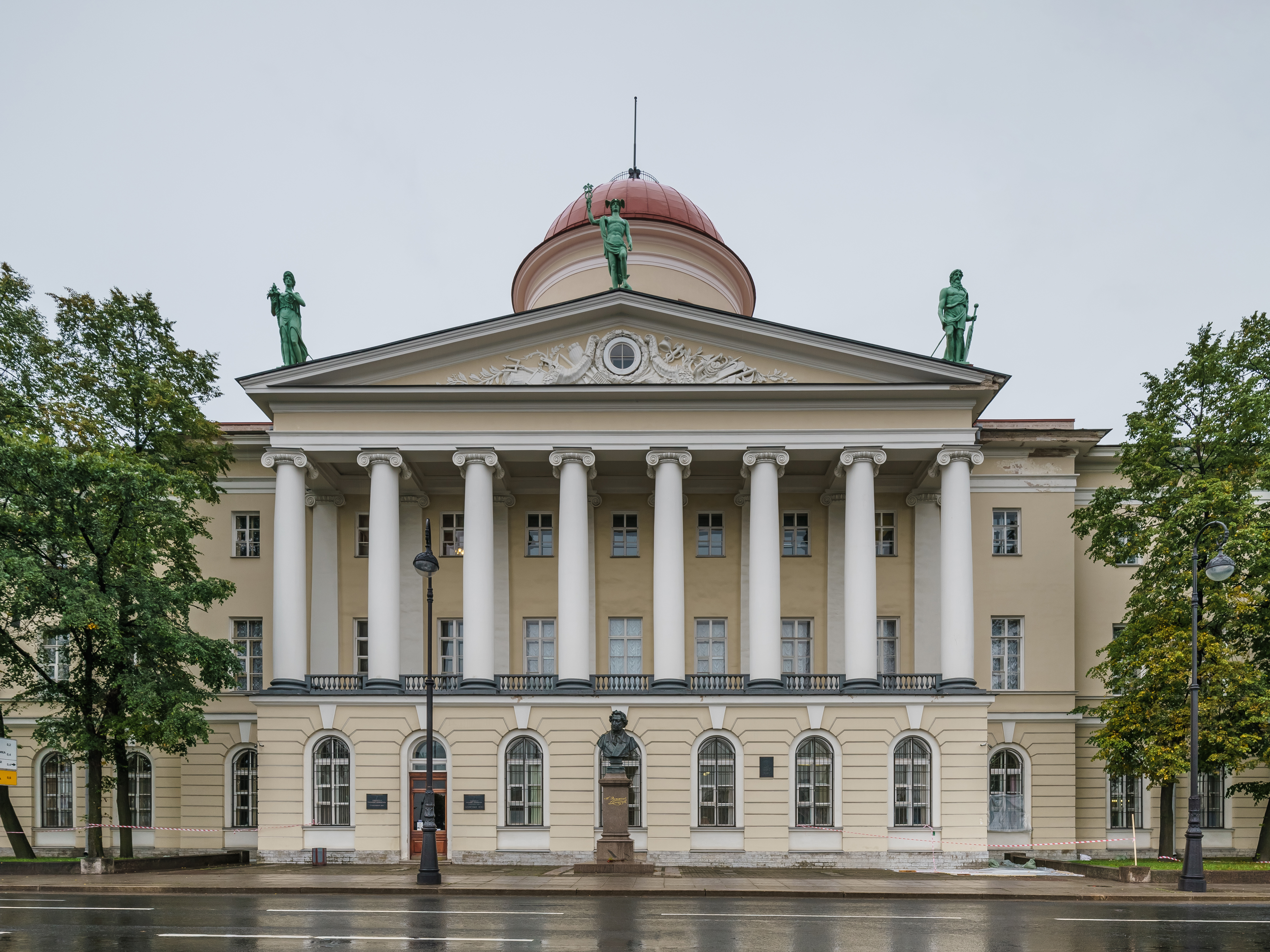
Das Puschkinhaus

Das Puschkinhaus (russisch Пушкинский Дом Puschkinski Dom) in Sankt Petersburg beherbergt das Institut für russische Literatur der Russischen Akademie der Wissenschaften (Институт русской литературы Российской академии наук [ИРЛИ РАН] Rossiskoi akademii nauk [IRLI RAN]), eine Forschungseinrichtung, die dem Ministerium für Wissenschaft und Hochschulen der Russischen Föderation und der russischen Akademie der Wissenschaften untersteht. Das Institut besteht aus wissenschaftlichen Abteilungen, Zentren, Gruppen und Laboratorien sowie einem Literaturmuseum, einem Handschriftenarchiv und einem Tonträgerarchiv. Das Institut befindet sich seit 1927 in Sankt Petersburg, Makarowufer 4, im früheren Gebäude des Meeres-Zollamts. Frühere Adressen waren:
- 1905–1922 Universitätskai 5, das Hauptgebäude der Akademie der Wissenschaften
- 1922–1927 Tiflisstraße 1, das Gebäude des Archivs des Zollamts
- 1920–1924 Millionnaja Uliza 22 und 24, Ausstellungssäle und Wohnungen der Mitarbeiter im Palast der Fürsten Abamelik-Lasarew
- 1925–1927 Makarowufer 6, Ausstellungssäle des Museums

Das Institut der russischen Literatur wurde am 15. Dezember 1905 auf Initiative einiger russischer Kulturschaffender eröffnet. 1995 wurde es auf Erlass des Präsidenten der Russischen Föderation in den Staatskodex der besonders wertvollen Objekte des Kulturerbes der Völker der Russischen Föderation aufgenommen.

## Geschichte

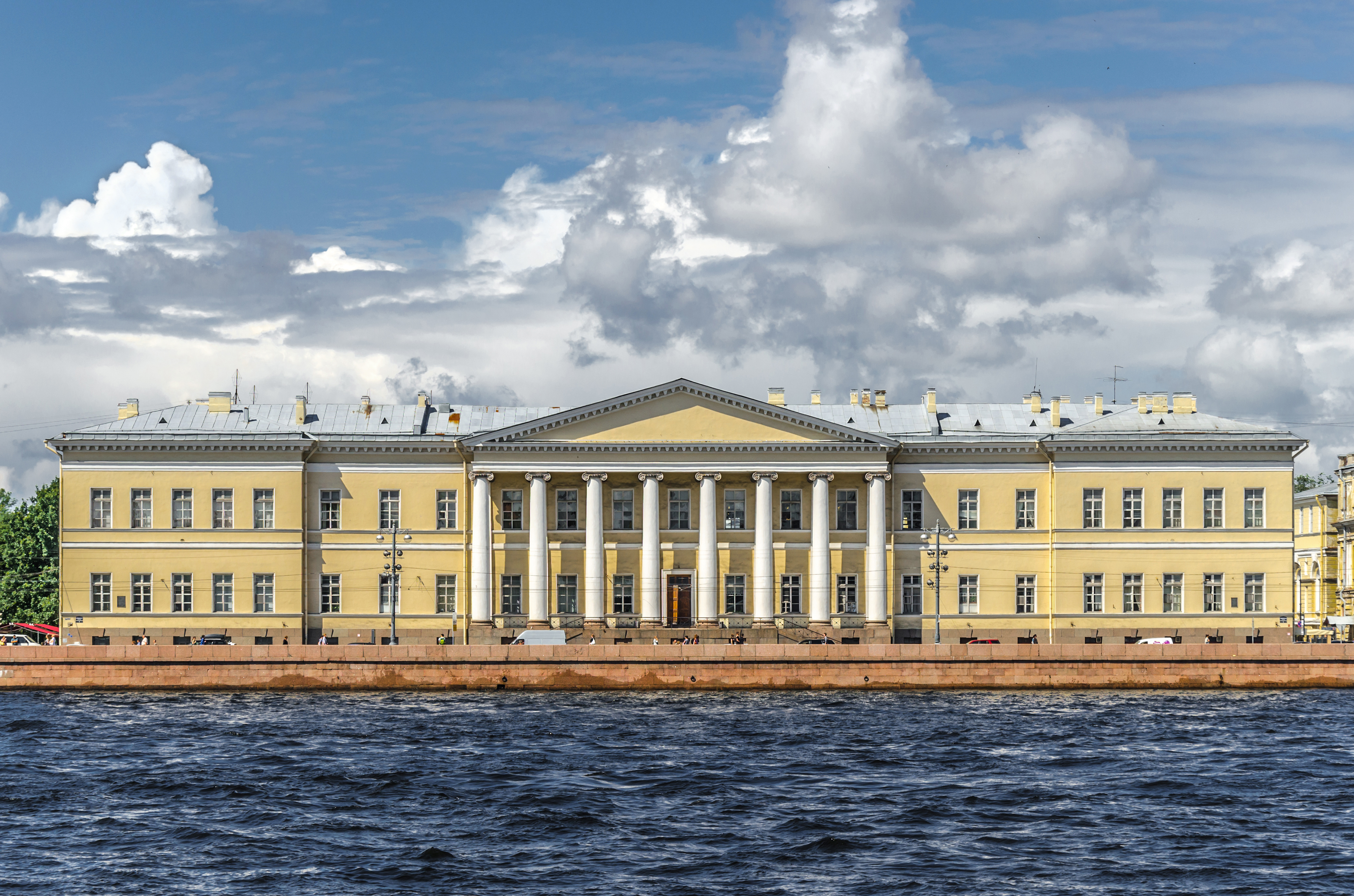
Gebäude der Akademie der Wissenschaften, in dem sich das Puschkinhaus am Anfang des 20. Jahrhunderts befand

Die Geschichte des Puschkinhauses begann 1899 mit den Feierlichkeiten zum 100. Geburtstag Alexander Puschkins und einer Jubiläums-Ausstellung, für die 703 Exponate von verschiedenen Privatpersonen und Einrichtungen gesammelt wurden. Auf Initiative des Präsidenten der Kaiserlichen St. Petersburger Akademie der Wissenschaften, des Großfürsten Konstantin Konstantinowitsch Romanow, wurde zur gleichen Zeit eine Kommission zur Beratung über ein Denkmal für Puschkin unter Vorsitz des Großfürsten eingesetzt. Die Idee über die Aufstellung eines Denkmals änderte sich nach und nach in die Einrichtung eines Puschkinhauses, eines besonderen literarischen Pantheons, in dem Reliquien der russischen Schriftsteller des 19. Jahrhunderts gesammelt und aufbewahrt werden sollten. Der Beschluss der Kommission über diesen Punkt erfolgte am 15. Dezember 1905. Dieser Tag gilt als „Geburtstag“ des Puschkinhauses.
Den Hauptbestand des Puschkinhauses sammelte der Literaturwissenschaftler Boris Lwowitsch Modsalewski. Er initiierte auch das Projekt Vorschriften für das Puschkinhaus, das 1907 von Nikolaus II. bestätigt wurde. Die Aufgaben der neuen Einrichtung bestanden in der Sammlung und Erhaltung „von allem, was Puschkin als Schriftsteller und Mensch betrifft“ sowie „alles, was das Leben und die Tätigkeit von Vertretern der russischen Belletristik betrifft.“
Der erste Erwerb des Puschkinhauses war die persönliche Bibliothek Alexander Puschkins, die im April 1906 mit staatlichen Mitteln angekauft wurde. Sie bildete den Grundstock einer riesigen Sammlung von Büchern, Handschriften und Gegenständen, die mit dem Namen des großen russischen Poeten verbunden waren. Ebenfalls auf Staatskosten wurde das Pariser Museum von Alexander Fedorowitsch Onegin (Otto) erworben. Die Sammlung Onegins wurde am 15. Mai 1909 angekauft, verblieb jedoch auf Lebenszeit in Besitz des Pariser Sammlers. 1917 befand sich im Puschkinhaus die Kollektion des ersten Literaturmuseums Russlands – des Puschkinmuseums des Kaiserlichen Lyzeums Zarskoje Selo, das mit der Februarrevolution abgeschafft wurde. 1922 wurden die Sammlungen des Puschkinhauses mit Familienreliquien und Dokumenten erweitert, die in der Familie Gannibal aufbewahrt wurden. Sie wurden von der Großcousine Puschkins, Anna Semjonowna Gannibal, übergeben. 1925 starb Onegin; seine Kollektion wurde 1928 ins Puschkinmuseum überführt.
Seit der Gründung des Puschkinhauses gehörten zu seiner Sammlung nicht nur Reliquien Puschkins. 1909 wurde hierher ein Teil der Ausstellung der Akademie der Wissenschaften zu Ehren von Iwan Turgenjew überführt.
Nach der Revolution kam die Kollektion des Lermontow-Museums der Kavallerieschule „Nikolaus I“ dazu. Die Sammlung enthielt Gemälde und Grafiken von Michail Lermontow, Handschriften, Dokumente, Bücher mit Autogrammen des Poeten und seiner Freunde, Erinnerungsstücke, fast alle Porträts Lermontows, die während seines Lebens geschaffen wurden, sowie von seinen Verwandten, Freunden und Bekannten. Die Kollektion des Museums der Kavallerieschule macht einen wesentlichen Teil des Lermontow-Fundus des IRLI RAN aus. Dieser ist von seinem Umfang her der vollständigste und bedeutendste Teil aller existierenden Sammlungen von Materialien über Lermontow. In Sankt Petersburg ist der Lermontow-Saal im Puschkinhaus das einzige Museum über Lermontow.
1930 erhielt das Puschkinhaus die Sammlung des ehemaligen Nekrassow-Museums der Zentralbibliothek des Gebietskomitees für politische Bildung. Im gleichen Jahr wurde das Puschkinhaus zum Akademieinstitut für Russische Literatur (abgekürzt IRLI für russisch Институт русской литературы Institut russkoi literatury). 1931 wurde das Leningrader Tolstoi-Museum vom Puschkinhaus übernommen.
Seit 1995 gehört das Puschkinhaus zum Staatskodex der besonders wertvollen Objekte des Kulturerbes der Völker der Russischen Föderation.

## Wissenschaft
Das Puschkinhaus wurde 1930 zum Akademieinstitut. Seitdem wurde die Tätigkeit des Puschkinhauses von den Forschungsaufgaben und der Logik des historischen und literarischen Prozesses bestimmt. Fast von Anfang an formierten sich zwei Abteilungen: Altrussische Literatur und Neue russische Literatur. Diese wiederum enthielten in verschiedenen Etappen unterschiedliche Unterabteilungen. Unverändert jedoch blieben die Hauptaufgaben des Instituts – die Sammlungen und die literaturhistorische Forschung.
1938 kam die Abteilung Russische Folklore hinzu. Diese war ursprünglich als Folklore-Abteilung des Instituts zur Erforschung der Völker der UdSSR bei der Akademie der Wissenschaften geschaffen worden, dann wurde sie in das Institut für Anthropologie, Ethnografie und Ethnologie eingegliedert, bevor die Abteilung dann in das Puschkinhaus überführt wurde. Während seiner ganzen Geschichte hat die Abteilung eine enorme Feldforschungsarbeit geleistet. Während über 100 Expeditionen, an denen Philologen, Musikwissenschaftler und Ethnografen teilnahmen, wurde die Folklore in der sowjetischen und nachsowjetischen Periode beschrieben. Über 200.000 Tondokumente — Beispiele des mündlichen Schöpfertums der Völker des Nordens, Sibiriens, des Fernen Ostens, des Kaukasus und Mittelasiens – wurden auf verschiedenen Tonträgern gesammelt: Phonographenwalzen, Tonbänder und DVDs werden im Phonogramm-Archiv aufbewahrt. Das Phonogramm-Archiv ist das größte musikwissenschaftliche ethnografische Reservoir des Landes. Ziel der Sammlung ist nicht nur die Aufbewahrung von Tondokumenten, sondern auch die  systematischen Aufzeichnung der mündlichen Volkskunst, ihre Erforschung und Publikation. Besonders wertvoll ist der Fond alter Tonaufnahmen aus den Anfängen der Tonaufzeichnung in der folkloristisch-ethnografischen Praxis der 1890er bis 1920er Jahre. Die historische Sammlung des Puschkinhauses besteht aus über 7000 Phonographenwalzen und Platten und ist im Weltdokumentenerbe der UNESCO registriert.
Die Puschkin-Studien wurden als selbstständige Struktur des Instituts für russische Literatur erst im Jahr 1956 eingeführt – wesentlich später, als andere Abteilungen, aber faktisch gab es die akademischen Puschkin-Studien schon vor der offiziellen Eröffnung des Puschkinhauses, oder besser gesagt bedingten sie die Einrichtung des Hauses. Den Sektor Puschkin-Studien leitete für ein Jahr Boris Tomaschewski bis zu seinem frühzeitigen Tod. Einen Teil des Sektors leitete dann Boris Gorodezki und im Jahr 1962 wurde der Sektor in die Gruppe Puschkin-Studien im Sektor neue russische Literatur reorganisiert. Die Gruppe wurde bis 1974 von Boris Meilach geleitet. Die Mitarbeiter des Sektors (bzw. der Gruppe) waren faktisch im Wesentlichen mit Forschungsarbeiten beschäftigt, deren Ergebnisse in den Ausgaben der Serie Puschkin: Forschungen und Materialien (Band I—XVII; 1956–2003) publiziert. Weiterhin erarbeiteten sie die entsprechenden Abschnitte in wissenschaftlichen Monografien, die vom Institut herausgegeben wurden. 1986 wurde die Puschkin-Gruppe umgewandelt in eine Abteilung Puschkin-Studien, deren Aufgabe es war, eine neue vollständige akademische Sammlung der Werke des Poeten sowie eine Puschkin-Enzyklopädie herauszugeben. Dafür war es als erstes nötig, neue Puschkinforscher heranzubilden. Deshalb wurde unter der Leitung von Wadim Wazuro und Sergei Fomitschow an der Leningrader Staatlichen Universität ein zweijähriges Seminar für die Quellenkritik Puschkins organisiert. Auf Antrag des Vorsitzenden der Puschkin-Kommission der Akademie der Wissenschaften Dmitri Lichatschow wurden für mehrere Jahre zweckgebundene Mittel für Aspiranten der Fachrichtung Puschkin-Studien vergeben, die es ermöglichten, die Abteilung für Puschkin-Studien teilweise mit jungen Mitarbeitern aufzufüllen.

## Die Handschriftenabteilung
Die Handschriftenabteilung des Puschkinhauses ist eines der größten Archive. Ohne sie wäre die Erforschung des literarischen und kulturellen Lebens des Landes nicht möglich. Hier werden über 3 Millionen Signaturen, etwa 900 persönliche Nachlässe bekannter russischer Schriftsteller, Wissenschaftler und Kulturschaffender aufbewahrt. Die ersten Manuskripte eines Schriftstellers im Puschkinhaus waren Briefe Alexei Pleschtschejews aus der Verbannung, adressiert an den russischen General Wiktor Dandewil, die 1906 vom Sohn des Poeten an das Puschkinhaus übergeben wurden. Nicht nur einzelne Manuskripte, sondern auch ganze Archivbestände russischer Schriftsteller und Kulturschaffender gelangten mit verschiedenen Sammlungen ins Puschkinhaus. Eine spezielle Unterabteilung der Handschriftenabteilung war die Puschkin-Sammlung. Es begann 1911 mit einem Brief des Poeten an seine zukünftige Ehefrau, Natalja Gontscharowa. Die Puschkin-Sammlung enthielt Dokumente und Manuskripte aus anderen Sammlungen. Nach einem Regierungserlass von 1938 und der Entscheidung des Präsidiums der Akademie der Wissenschaften der UdSSR im Jahr 1948 wurde fast der gesamte handschriftliche Nachlass von Puschkin im Puschkinhaus konzentriert. Heute befinden sich dort 7734 Archiveinheiten, davon 1773 Einheiten (das sind über 12-Tausend Seiten) von Puschkin persönlich. In dieser Sammlung befinden sich Entwürfe und fertige Manuskripte von Gedichten Puschkins, wie Die Zigeuner, Der eherne Reiter und Eugen Onegin, von Prosawerken und historischen Werken, weiterhin Briefe von Puschkin und an Puschkin, sein Tagebuch, Zeichnungen usw.

## Das Puschkin-Kabinett
1934 wurde das Puschkin-Kabinett eingerichtet, das die reichhaltigste Sammlung der zu Lebzeiten des Dichters erschienenen Ausgaben seiner Werke sowie Periodika und Almanache enthält, in denen seine Werke erschienen. Hier  befindet sich auch ein Satz grundlegender Ausgaben seiner Werke auf Russisch und in anderen Sprachen, eine umfangreiche Sammlung diverser Literatur über Puschkin, bis hin zu Alben mit jährlichen Zeitungsausschnitten. Das System der verschiedenen Kataloge des Puschkin-Kabinetts erlaubt, mit minimalem Aufwand die notwendigen Informationen zu erhalten und sofort die zur Arbeit notwendigen Materialien aus dem Kabinett zu erhalten. Das Puschkin-Kabinett wurde zur grundlegenden Quellenbasis mehrerer bibliografischer Verzeichnisse auf Puschkin bezogener Literatur. In den 1990er Jahren begann das Kabinett mit der elektronischen Bearbeitung neu eintreffender Literatur über Puschkin.

## Das Gebäude

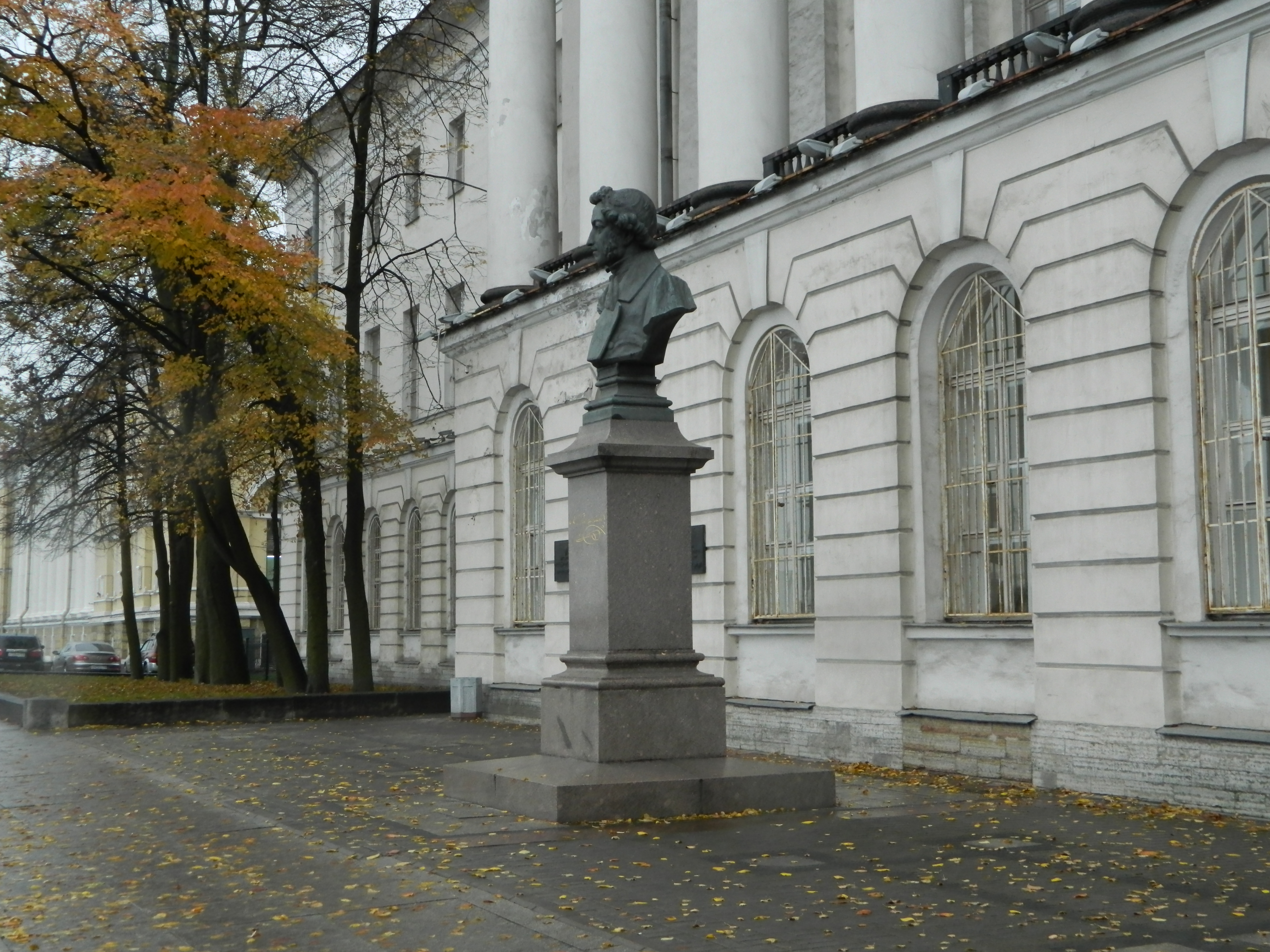
Büste Puschkins vor dem Eingang

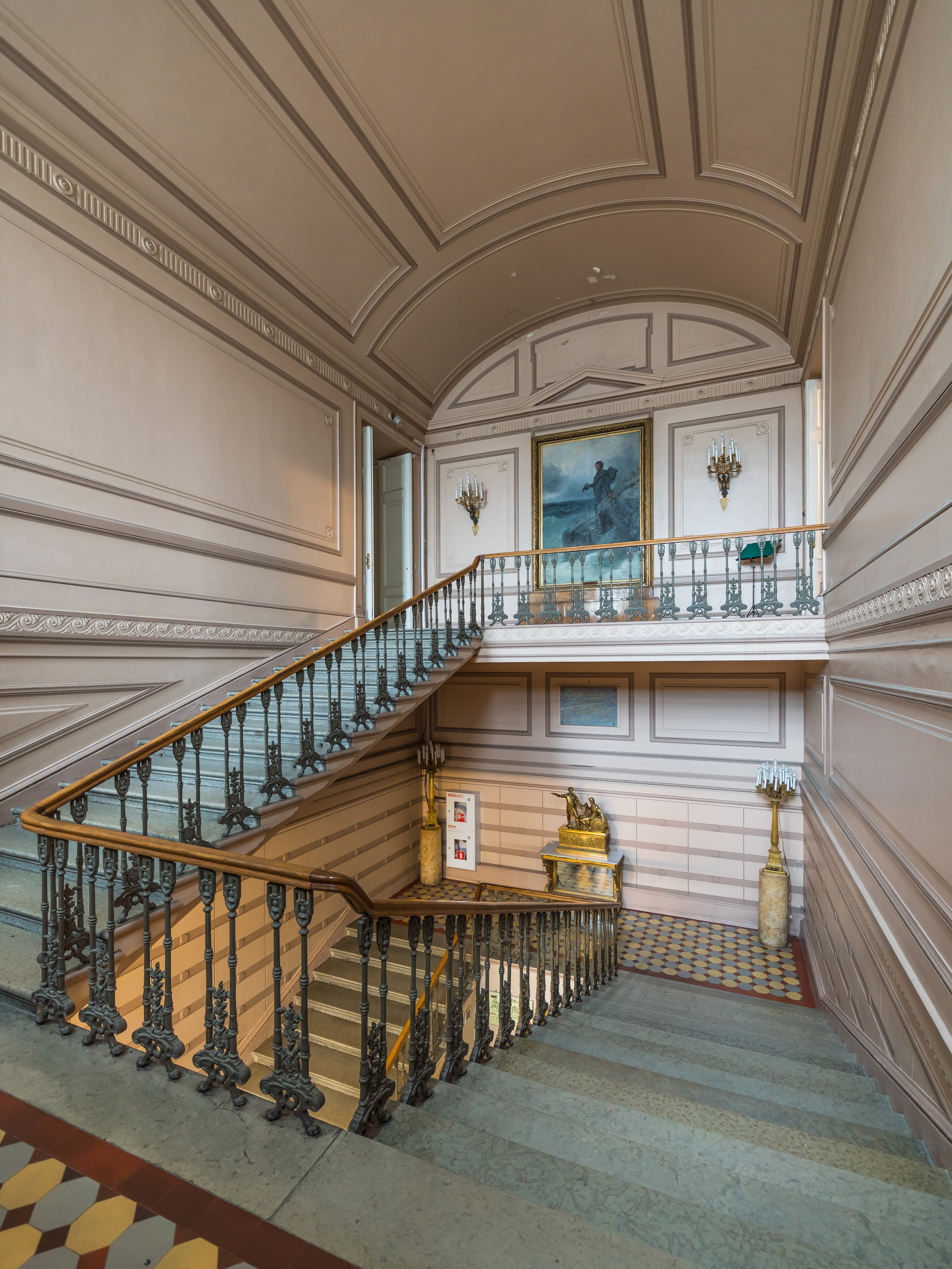
Vordere Treppe

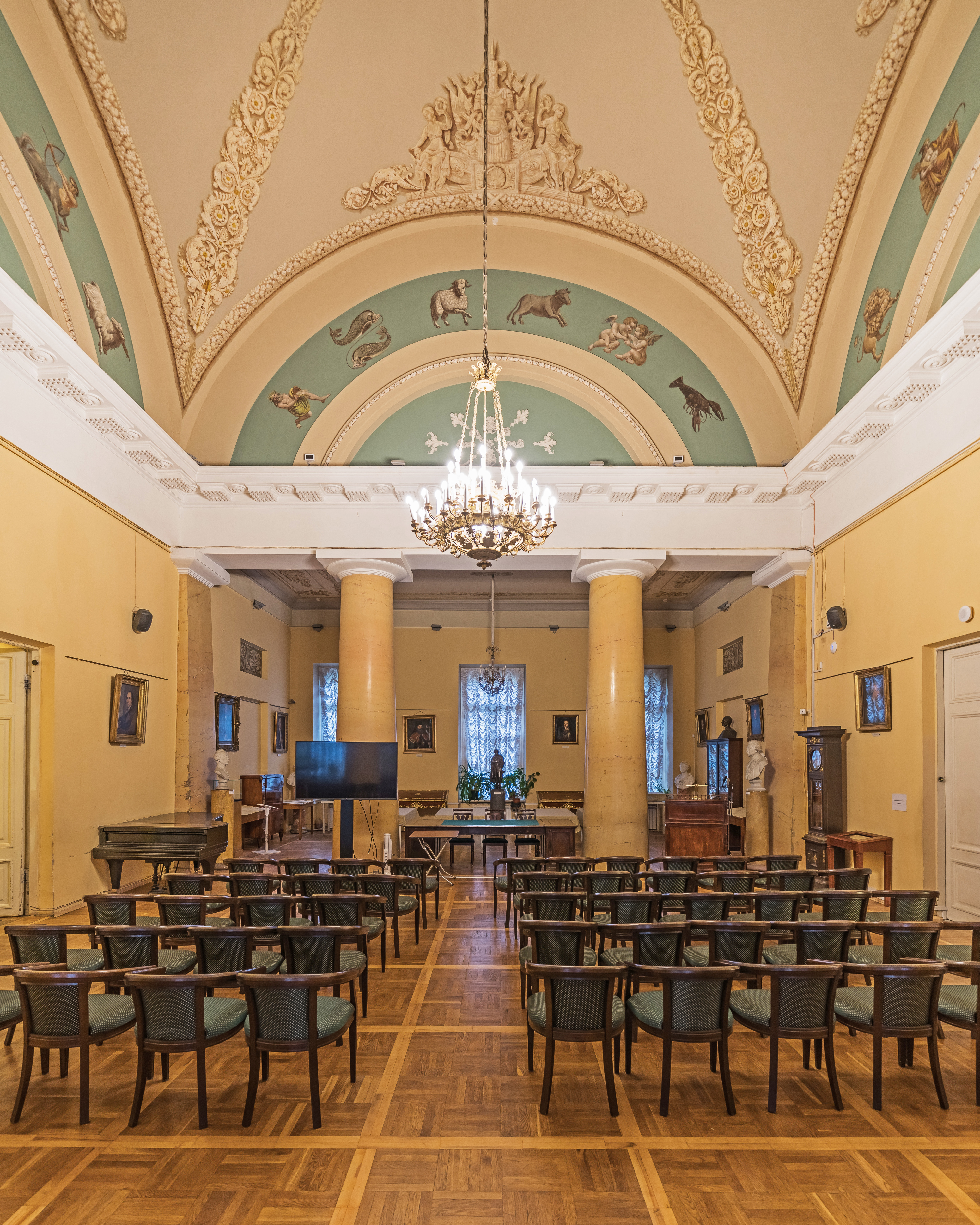
Zentraler Saal

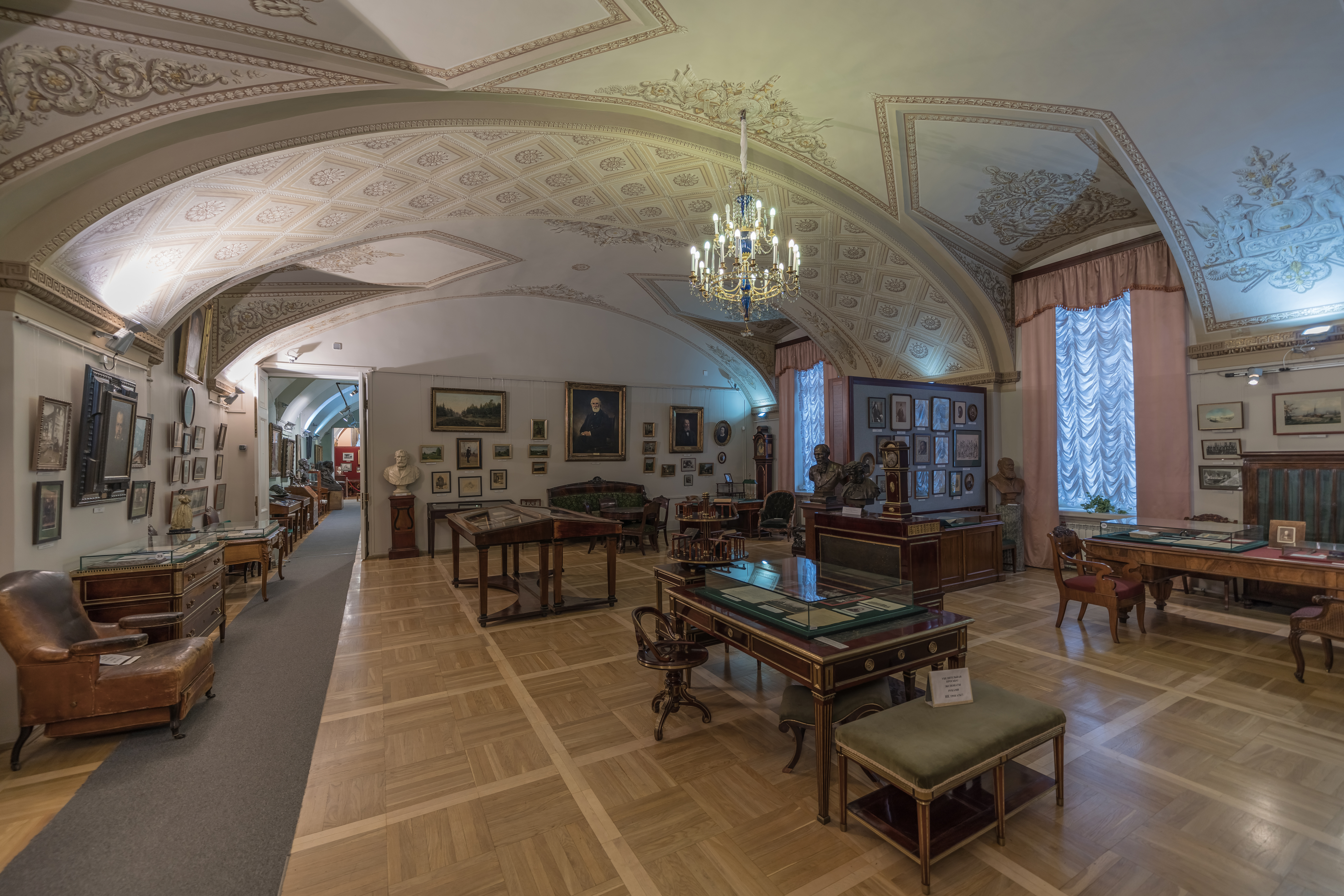
Einer der Ausstellungssäle des Literaturmuseums

Das Puschkinhaus hatte lange Zeit keine eigene Adresse. 1917 wurde die Sammlung nach Saratow evakuiert. 1919 erhielt das Puschkinhaus ein Gebäude in der Tiflisstraße 1 (ehemals Gebäude des Archivs des Zollamts) neben der Bibliothek der Akademie der Wissenschaften. Seit 1927 befindet sich das Puschkinhaus im früheren Gebäude des Meeres-Zollamts am Makarowkai 4. Das Meeres-Zollamt und der nördliche Güterschuppen bilden den nördlichen Teil des Ensembles der Spitze (Strelka) der Wassiljewski-Insel, das 1829–1832 nach dem Projekt des Architekten Giovanni Francesco Lucchini erbaut wurde. Heute ist das Ensemble ein Architekturdenkmal von föderaler Bedeutung.
Vor dem Umzug wurde die Sammlung des Puschkinhauses im Hauptgebäude der Akademie der Wissenschaften am Universitätskai 5, gegenüber der Admiralität, aufbewahrt.

## Leitung
| Jahr      | Direktor                          |
| --------- | --------------------------------- |
| 1910—1922 | N. A. Kotljarewski                |
| 1922—1924 | B. L. Modsalewski (in Vertretung) |
| 1924—1925 | N. A. Kotljarewski                |
| 1925—1929 | S. F. Platonow                    |
| 1929—1930 | P. N. Sakulin                     |
| 1930—1931 | N. K. Kosmin (in Vertretung)      |
| 1931—1933 | A. W. Lunatscharski               |
| 1934      | L. B. Kamenew                     |
| 1935—1936 | M. Gorki                          |
| 1937—1948 | P. I. Lebedew-Poljanski           |
| 1948—1949 | L. A. Plotkin (in Vertretung)     |
| 1949—1955 | N. F. Beltschikow                 |
| 1955—1965 | А. S. Buschmin                    |
| 1965—1975 | W. G. Basanow                     |
| 1975—1977 | F. J. Prijma (in Vertretung)      |
| 1978—1983 | А. S. Buschmin                    |
| 1983—1987 | A. N. Iesuitow                    |
| 1987—2005 | N. N. Skatow                      |
| 2006—2007 | J. M. Prosorow (in Vertretung)    |
| 2007—2017 | W. J. Bagno                       |
| seit 2017 | W. W. Golowin                     |

## Mitarbeiter
Der erste Stellenplan des Puschkinhauses, bestätigt am 1. Juli 1919, enthielt 12 Planstellen, darunter der Direktor N. A. Kotljarewski, ein wissenschaftlicher Konservator, ein Verantwortlicher für die Handschriften-Abteilung B. L. Modsalewski. Von 1921 bis 1929 gab es im Institut eine große Zahl von Freiberuflern; später gab es die Möglichkeit, viele von ihnen in den Personalbestand zu übernehmen. In den 1930er Jahren wuchs der Personalbestand schnell an, bis zu 96 Mitarbeitern im Jahr 1936. Mit Beginn des Großen Vaterländischen Krieges gab es starke Kürzungen: Die Mitarbeiter gingen zur Armee oder Zivilverteidigung, starben während der Blockade Leningrads und an den Fronten. Anschließend wuchs die Zahl der Mitarbeiter des Puschkinhauses wieder kontinuierlich an und erreichte ein Maximum von 225 Personen im Jahr 1993.
Der erste Aspirant des Puschkinhauses war Michail Andrejewitsch Pantschenko, der Vater des späteren Philologen und Akademiemitglieds Alexander Michailowitsch Pantschenko.
Die Mitarbeiter des Puschkinhauses erhielten zahlreiche Preise. Den Belinski-Preis erhielten:
- 1950 W. S. Spiridonow, Mitarbeiter des Puschkinhauses, für seine wissenschaftlichen Kommentare zu sechs Bänden und die Vorbereitung des 13. Bandes (1948) der vollständigen Ausgabe der Werke W. G. Belinskis.
- 1951 die Mitglieder der Redaktion der Zeitschrift der Akademie der Wissenschaften Literaturnoje Nasledstwo (Das literarische Erbe), N. F. Beltschikow, Direktor des Puschkinhauses, und der Literaturwissenschaftler S. A. Makaschin für die Vorbereitung der dreibändigen Ausgabe, die W. G. Belinsky gewidmet war (Bände 55–57).
- 1951 N. I. Mordowtschenko, wissenschaftlicher Mitarbeiter, für das Buch W. G. Belinski und die russische Literatur seiner Zeit (postum).
- 1958 K. D. Muratowa, Mitarbeiterin des Puschkinhauses, für ihr Buch M. Gorki im Kampf um die Entwicklung der sowjetischen Literatur.
- 1958 B. W. Tomaschewski, Leiter des Sektors für Puschkin-Studien, für das Buch Puschkin (1813–1824)(postum).[5]
- 1982 А. S. Buschmin, Direktor des Puschkinhauses, für den Forschungszyklus Kontinuität in der Entwicklung der Literatur und Die Literaturwissenschaft.
- 1985 Dmitri Lichatschow, Leiter der Abteilung altrussische Literatur, für das Buch Das Igor-Lied und die Kultur seiner Zeit.

Den Puschkin-Preis erhielten:
- 1980 N. W. Ismailow, Leiter der Handschriftenabteilung, für sein Buch Essays zum Werk Puschkins und die Vorbereitung der Herausgabe des Poems Der eherne Reiter in der Reihe Literarische Denkmäler.
- 1999, im Jahr des 200. Geburtstages Puschkins, W. E. Wazuro, wissenschaftlicher Mitarbeiter des IRLI, für seine Monografie Die Lyrik der Puschkinzeit, die „elegische Schule“.
- 2007 A. W. Lawrow, leitender wissenschaftlicher Mitarbeiter, für sein Buch Russische Symbolisten. Etüden und Erkundungen.

1993 wurde ein Kollektiv von Mitarbeitern des Puschkinhauses der Staatspreis der Russischen Föderation für Literatur und Kunst für die Herausgabe einer Reihe von Büchern Literarische Denkmäler des alten Russland verliehen. Die Ausgezeichneten waren: Dmitri Lichatschow (als Leiter des Kollektivs), L. A. Dmitrijew (postum), D. M. Bulanin, N. W. Ponyrko, G. M. Prochorow, O. W. Tworogow, O. A. Belobrowa und M. A. Salmina.
Den Schachmatow-Preis der Russischen Akademie der Wissenschaften erhielten:
- 1995 Rufina Dmitrijewa für einen Zyklus Textologische Arbeiten auf dem Gebiet der Erforschung der altrussischen Literatur.
- 2006 der Philologe A. A. Alexejew für das Buch Textologie der slawischen Bibel.
- 2009 der Philologe O. W. Tworogow für die Monografie Griechischer und römischer Chronist (russisch Летописец Еллинский и Римский) in zwei Bänden.

Im Jahr 2006 erhielt O. A. Belobrowa den Lichatschow-Preis für die Monografie Grundriss der russischen Kunstkultur des XVI.—XX. Jahrhunderts (Очерки русской художественной культуры XVI—XX веков).
2020 wurden G. W. Markelow und A. W. Sirenow für die zweibändige monografische Untersuchung Chronik himmlischer Zeichen: Sammelband von Handschriften des 17. Jahrhunderts aus der Sammlung der Bibliothek der Russischen Akademie der Wissenschaften mit dem Wesselowski-Preis ausgezeichnet.
Nachdem am 9. Dezember 2013 ein Ukas über die Liquidierung der Russischen Buchkammer (Российская книжная палата) und ihre Überführung in die Nachrichtenagentur ITAR-TASS erlassen wurde, wandten sich über einhundert Mitarbeiter des Instituts der russischen Literatur mit einem Offenen Brief an den Präsidenten der Russischen Föderation. In dem Brief heißt es: Die Liquidation der Buchkammer „führt zu Chaos im Bereich des russischen Buchwesens und der staatlichen Bibliografie“ und „dem nationalen kulturellen Gedächtnis wird ein irreparabler Schlag versetzt“.

## Auszeichnung
- Am 21. April 2022 erhielt das Puschkinhaus eine Ehrenurkunde des Präsidenten der Russischen Föderation «за вклад в подготовку и проведение мероприятий, посвящённых 200-летию со дня рождения Ф.М.Достоевского» (deutsch: „für den Beitrag in Vorbereitung und Durchführung von Veranstaltungen zum 200. Geburtstag von F. M. Dostojewski.“)[7]

## Das Puschkinhaus in der Kunst
- Alexander Blok schrieb ein Gedicht über das Puschkinhaus.
- Andrei Bitow schrieb einen Roman Das Puschkinhaus.